# Masters de Miami 2015
El miami open presented by Itaú 2015 es un torneo de tenis ATP World Tour Masters 1000 en su rama masculina y WTA Premier Mandatory en la femenina. Se disputa en Miami (Estados Unidos), en las canchas duras del complejo Tennis Center at Crandon Park, entre el 23 de marzo y el 5 de abril de ese año.
Junto al Masters de Indian Wells, el Masters de Miami cierra la primera etapa de la temporada de cemento, previa a los torneos de tierra batida y a Roland Garros.ja

## Puntos y premios en efectivo

### Distribución de puntos
| Evento                  | G    | F   | SF  | CF  | Ronda de 16 | Ronda de 32 | Ronda de 64 | Ronda de 1280 | Q  | Q2 | Q1 |
| Individuales masculinos | 1000 | 600 | 360 | 180 | 90          | 45          | 25          | 10            | 16 | 8  | 0  |
| Dobles masculinos       | 1000 | 600 | 360 | 180 | 90          | 45          | 0           | —             | —  | —  | —  |
| Individuales femeninos  | 1000 | 650 | 390 | 215 | 120         | 65          | 35          | 10            | 30 | 20 | 2  |
| Dobles femeninos        | 1000 | 650 | 390 | 215 | 120         | 65          | 5           | —             | —  | —  | —  |

## Cabezas de serie

### Individuales masculinos
| Semb. | Rk. | Jugador                | Puntos Antes | Puntos a Defender | Puntos Ganados | Puntos Después | Actuación en el Torneo                            |
| ----- | --- | ---------------------- | ------------ | ----------------- | -------------- | -------------- | ------------------------------------------------- |
| 1     | 1   | Novak Djokovic         | 13,205       | 1000              | 1000           | 13,205         | Campeón, venció a Andy Murray [3]                 |
| 2     | 3   | Rafael Nadal           | 5,810        | 600               | 45             | 5,255          | Tercera ronda, perdió ante Fernando Verdasco [29] |
| 3     | 4   | Andy Murray            | 5,695        | 180               | 600            | 6,115          | Final, perdió ante Novak Djokovic [1]             |
| 4     | 5   | Kei Nishikori          | 5,460        | 360               | 180            | 5,280          | Cuartos de final, perdió ante John Isner [22]     |
| 5     | 6   | Milos Raonic           | 5,160        | 180               | 90             | 5,070          | Cuarta ronda, perdió ante vs John Isner [22]      |
| 6     | 7   | David Ferrer           | 4,580        | 90                | 180            | 4,670          | Cuartos de final, perdió ante Novak Djokovic [1]  |
| 7     | 8   | Stan Wawrinka          | 4,515        | 90                | 45             | 4,470          | Tercera ronda, perdió ante Adrian Mannarino [28]  |
| 8     | 9   | Tomáš Berdych          | 4,510        | 360               | 360            | 4,510          | Semifinales, perdió ante Andy Murray [3]          |
| 9     | 11  | Grigor Dimitrov        | 3,055        | 45                | 45             | 3,055          | Tercera ronda perdió vs John Isner [22]           |
| 10    | 12  | Feliciano López        | 2,415        | 45                | 10             | 2,380          | Segunda ronda, perdió ante Dominic Thiem          |
| 11    | 13  | Jo-Wilfried Tsonga     | 2,245        | 90                | 45             | 2,200          | Tercera ronda, perdió ante Gael Monfils [17]      |
| 12    | 14  | Gilles Simon           | 2,130        | 10                | 90             | 2,175          | Cuarta ronda, perdió ante David Ferrer [7]        |
| 13    | 16  | Roberto Bautista Agut  | 1,975        | 45                | 10             | 1,940          | Segunda ronda, perdió ante Jerzy Janowicz         |
| 14    | 16  | Ernests Gulbis         | 1,910        | 10                | 10             | 1,910          | Segunda ronda, perdió ante Juan Mónaco            |
| 15    | 17  | Kevin Anderson         | 1,870        | 45                | 90             | 1,915          | Cuarta ronda, perdió ante Andy Murray [3]         |
| 16    | 18  | Tommy Robredo          | 1,800        | 90                | 10             | 1,720          | Segunda ronda, perdió ante Alexandr Dolgopolov    |
| 17    | 19  | Gaël Monfils           | 1,735        | 10                | 90             | 1,815          | Cuarta ronda, se retiró ante Tomáš Berdych [8]    |
| 18    | 21  | David Goffin           | 1,623        | (26)              | 90             | 1,687          | Cuarta ronda, perdió ante Kei Nishikori [4]       |
| 19    | 21  | Pablo Cuevas           | 1,512        | 0                 | 10             | 1,522          | Segunda ronda, perdió ante Thomaz Bellucci        |
| 20    | 23  | Fabio Fognini          | 1,460        | 90                | 10             | 1,380          | Segunda ronda, perdió ante Jack Sock              |
| 21    | 22  | Ivo Karlović           | 1,485        | 25                | 10             | 1,470          | Segunda ronda, perdió ante Alejandro Falla [Q]    |
| 22    | 24  | John Isner             | 1,450        | 90                | 360            | 1,720          | Semifinales, perdió ante Novak Djokovic [1]       |
| 23    | 25  | Guillermo García-López | 1,415        | 45                | 45             | 1,415          | Tercera ronda, perdió ante Juan Mónaco            |
| 24    | 27  | Leonardo Mayer         | 1,364        | 0                 | 45             | 1,409          | Tercera ronda, perdió ante Kevin Anderson [15]    |
| 25    | 29  | Bernard Tomic          | 1,330        | 10                | 45             | 1,365          | Tercera ronda, perdió ante Tomáš Berdych [8]      |
| 26    | 30  | Lukáš Rosol            | 1,215        | 10                | 45             | 1,260          | Tercera ronda, perdió ante David Ferrer [6]       |
| 27    | 31  | Santiago Giraldo       | 1,195        | 10                | 45             | 1,230          | Tercera ronda, perdió ante Andy Murray [3]        |
| 28    | 32  | Adrian Mannarino       | 1,193        | 25                | 90             | 1,258          | Cuarta ronda, perdió ante Dominic Thiem           |
| 29    | 34  | Fernando Verdasco      | 1,180        | 25                | 90             | 1,245          | Cuarta ronda, perdió ante Juan Mónaco             |
| 30    | 36  | Gilles Müller          | 1,161        | 0                 | 10             | 1,171          | Segunda ronda, perdió ante Steve Darcis [Q]       |
| 31    | 38  | Jeremy Chardy          | 1,135        | 25                | 45             | 1,155          | Tercera ronda, perdió ante Milos Raonic [5]       |
| 32    | 39  | Viktor Troicki         | 1,098        | 0                 | 45             | 1,108          | Tercera ronda, perdió ante Kei Nishikori [4]      |

- Ranking del 9 de marzo de 2015

### Dobles masculinos
| Tenistas                                  | Ranking | Preclasificado |
| Bob Bryan / Mike Bryan                    | 2       | 1              |
| Vasek Pospisil / Jack Sock                | 18      | 2              |
| Marcelo Melo / Bruno Soares               | 19      | 3              |
| Jean-Julien Rojer / Horia Tecău           | 24      | 4              |
| Marcel Granollers / Marc López            | 25      | 5              |
| Marcin Matkowski / Nenad Zimonjić         | 26      | 6              |
| Julien Benneteau / Édouard Roger-Vasselin | 29      | 7              |
| Rohan Bopanna / Daniel Nestor             | 31      | 8              |

- Ranking del 23 de marzo de 2015

### Individuales femeninos
| Semb. | Rk. | Jugador                    | Puntos Antes | Puntos a Defender | Puntos Ganados | Puntos Después | Actuación en el Torneo                                  |
| ----- | --- | -------------------------- | ------------ | ----------------- | -------------- | -------------- | ------------------------------------------------------- |
| 1     | 1   | Serena Williams            | 9,982        | 1000              | 1000           | 9,982          | Final, venció a Carla Suárez Navarro [12]               |
| 2     | 2   | María Sharápova            | 8,270        | 390               | 10             | 7,890          | Segunda ronda, perdió ante Daria Gavrilova [WC]         |
| 3     | 3   | Simona Halep               | 7,181        | 0                 | 390            | 7,571          | Semifinales, perdió ante Serena Williams [1]            |
| 4     | 5   | Caroline Wozniacki         | 4,770        | 215               | 120            | 4,675          | Cuarta ronda, perdió ante Venus Williams [16]           |
| 5     | 6   | Ana Ivanović               | 4,425        | 120               | 65             | 4,370          | Tercera ronda, perdió ante Sabine Lisicki [27]          |
| 6     | 7   | Eugenie Bouchard           | 4,306        | 10                | 10             | 4,306          | Segunda ronda, perdió ante Tatjana María [Q]            |
| 7     | 8   | Agnieszka Radwańska        | 3,480        | 215               | 120            | 3,385          | Cuarta ronda, perdió ante Carla Suárez Navarro          |
| 8     | 9   | Yekaterina Makárova        | 3,420        | 120               | 120            | 3,420          | Cuarta ronda, perdió ante Andrea Petković [9]           |
| 9     | 10  | Andrea Petković            | 3,190        | 35                | 390            | 3,545          | Semifinales, perdió ante Carla Suárez Navarro [12]      |
| 10    | 11  | Lucie Šafářová             | 2,995        | 65                | 10             | 2,940          | Segunda ronda, perdió ante Johanna Larsson              |
| 11    | 12  | Sara Errani                | 2,750        | 65                | 120            | 2,805          | Cuarta ronda, perdió ante Sabine Lisicki [27]           |
| 12    | 13  | Carla Suárez Navarro       | 2,810        | 120               | 650            | 3,340          | Final, perdió ante Serena Williams                      |
| 13    | 14  | Angelique Kerber           | 2,650        | 215               | 65             | 2,500          | Tercera ronda, perdió ante Svetlana Kuznetsova [24]     |
| 14    | 15  | Karolína Plíšková          | 2,675        | 10                | 215            | 2,880          | Cuartos de final , perdió ante Andrea Petković [9]      |
| 15    | 16  | Flavia Pennetta            | 1,775        | 65                | 120            | 1,830          | Cuarta ronda, perdió ante Simona Halep [3]              |
| 16    | 17  | Venus Williams             | 2,550        | 120               | 215            | 2,645          | Cuartos de final, perdió atne Carla Suárez Navarro [12] |
| 17    | 18  | Madison Keys               | 2,130        | 65                | 10             | 2,075          | Segunda ronda, perdió ante Sloane Stephens              |
| 19    | 20  | Barbora Záhlavová-Strýcová | 2,000        | 65                | 10             | 1,945          | Segunda ronda, perdió ante Kristina Mladenovic          |
| 20    | 21  | Jelena Janković            | 2,465        | 10                | 10             | 2,465          | Segunda ronda, perdió ante Victoria Azarenka            |
| 21    | 22  | Garbiñe Muguruza           | 2,070        | 10                | 65             | 2,125          | Tercera ronda, perdió ante Sara Errani [11]             |
| 22    | 24  | Alizé Cornet               | 1,870        | 65                | 65             | 1,870          | Tercera ronda, perdió ante Carla Suárez Navarro         |
| 23    | 25  | Samantha Stosur            | 1,835        | 65                | 65             | 1,835          | Tercera ronda, perdió ante Venus Williams [16]          |
| 24    | 27  | Svetlana Kuznetsova        | 1,760        | 10                | 120            | 1,870          | Cuarta ronda, perdió ante Serena Williams [1]           |
| 25    | 28  | Caroline Garcia            | 1,840        | 65                | 10             | 1,785          | Segunda ronda, perdió ante Kurumi Nara                  |
| 26    | 29  | Elina Svitolina            | 1,825        | 120               | 65             | 1,770          | Tercera ronda, perdió ante vs Yekaterina Makárova [8]   |
| 27    | 30  | Sabine Lisicki             | 2,031        | 65                | 215            | 2,181          | Cuartos de final, perdió ante Serena Williams [1]       |
| 28    | 31  | Varvara Lepchenko          | 1,540        | 120               | 10             | 1,430          | Segunda ronda, perdió ante Kaia Kanepi                  |
| 29    | 32  | Zarina Dias                | 1,480        | 35                | 10             | 1,455          | Segunda ronda, perdió ante Catherine Bellis [WC]        |
| 30    | 33  | Camila Giorgi              | 1,345        | (2)               | 65             | 1,408          | Tercera ronda, perdió ante Simona Halep [3]             |
| 31    | 34  | Irina-Camelia Begu         | 1,383        | 0                 | 65             | 1,448          | Tercera ronda, perdió ante Agnieszka Radwańska [7]      |
| 32    | 35  | Casey Dellacqua            | 1,186        | 65                | 10             | 1,131          | Segunda ronda, perdió ante Belinda Bencic               |

- Ranking del 9 de marzo de 2015

### Dobles femeninos
| Tenista                                 | Ranking | Preclasificada |
| Martina Hingis / Sania Mirza            | 12      | 1              |
| Yekaterina Makárova / Yelena Vesniná    | 16      | 2              |
| Raquel Kops-Jones / Abigail Spears      | 20      | 3              |
| Hsieh Su-wei / Flavia Pennetta          | 21      | 4              |
| Garbiñe Muguruza / Carla Suárez Navarro | 25      | 5              |
| Peng Shuai / Lucie Hradecká             | 27      | 6              |
| Timea Babos / Kristina Mladenovic       | 31      | 7              |
| Caroline Garcia / Katarina Srebotnik    | 43      | 8              |

- Ranking del 2 de marzo de 2015

## Campeones

### Individuales masculino
Novak Djokovic venció a  Andy Murray por 7-6(3), 4-6, 6-0

### Individuales femenino
Serena Williams venció a  Carla Suárez Navarro por 6-2, 6-0

### Dobles masculino
Bob Bryan /  Mike Bryan vencieron a  Vasek Pospisil /  Jack Sock por 6-3, 1-6, [10-8]

### Dobles femenino
Martina Hingis /  Sania Mirza vencieron a  Yekaterina Makarova /  Yelena Vesnina por 7-5, 6-1